# دولوريس غورتازار سيرانتيس
ماريا دولوريس دي غورتازار سيرانتس (1872-1936)، كاتبة إسبانية وصحفية وناشطة تربوية ومناضلة نسوية وداعية سياسية. اشتُهرت بين عامي 1910-1920 كروائية. تعد مساهمتها الأدبية حاليًا ذات قيمة قليلة جدًا. ساهمت على مدى عقود في حوالي 40 دورية وأطلقت بمفردها مراجعة نسائية لم تدم طويلًا. شاركت لفترة وجيزة في تأسيس مدارس لفتيات الطبقة المتوسطة والدنيا، وواصلت لاحقًا نشاطها في مناصرة مشاركة الإناث في الحياة العامة، وخاصة في الثقافة والتعليم. دعمت الكارلية، وساهمت لعقود من الزمن في دورياتهم. اتسمت جميع أنشطتها بطابع الكاثوليكية المتعصبة.

## العائلة والشباب

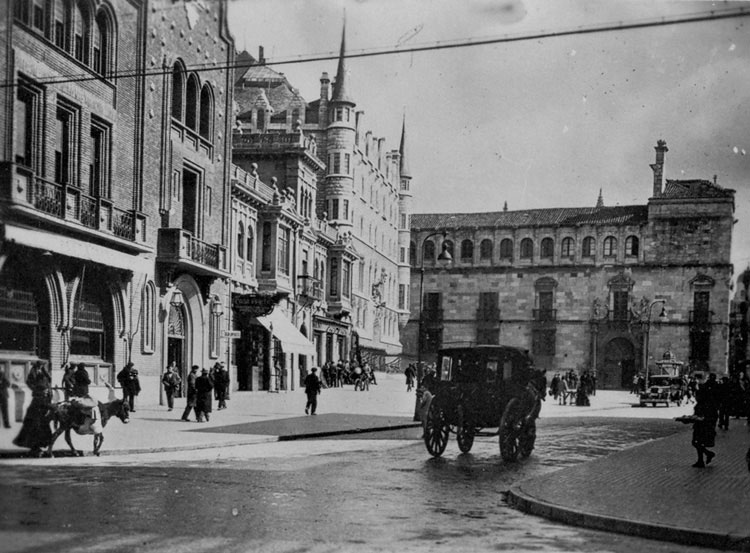
مؤسسة خواكين دياز - شارع سان مارسيلو - ليون

تعد عائلة غورتازار من أقدم العائلات في إسبانيا، وقد برز ممثلوها الأوائل في القرن الثاني عشر لارتباطهم ببيسكاي. شغلت عائلة غورتازار مناصب مدنية ودينية مختلفة في بيسكاي وألافا وكانتابريا على مدى قرون، وتفرعت العائلة للغاية وتشعبت في جميع أنحاء شمال إسبانيا، وأعيد تسمية بعض عائلاتها إلى كورتازار. لم يتضح إلى أي فرع من العائلة انتمى أحفاد دولوريس، بغض النظر عن ارتباطهم بسانتاندير وبيسكاي. انتمى والدها كارلوس غورتازار كامبيلو إلى الطبقة الوسطى الحضرية. التحق بالسلك الصحفي وعمل مراسلًا وصحفيًا. وقد ساهم من هافانا في أواخر خمسينيات القرن التاسع عشر وأوائل ستينياته، واستقر لاحقًا في ليون حيث تزوج من فتاة محلية، هي جوليانا سيرانتس دي كادورنيجا (توفيت عام 1916)، وتنتمي لعائلة ليوني المعروفة بنسبها لجهة عائلة الأم.
استقر الزوجان في ليون، ولم يتضح عدد الأطفال الذين أنجبا، رغم احتمال أن تكون دولوريس هي الوحيدة. ارتادت كلية كارمليتان في مدينتها الأصلية وأظهرت منذ الطفولة موهبة في كتابة الخطابات. نُشرت قصيدتها المكرسة ليسوع في الصحف المحلية عام 1882، وعُرضت كوميدياها عام 1884 في مسرح كارميليتان في ليون. كما أُشير إلى جدلها الديني في المطبوعات.
تزوجت في عام 1888، ولم يقدم أي من المصادر المتشاور معها أي معلومات عن دوافع مثل هذا القرار المبكر. تزوجت من فرناندو فالكارسيل سافيدرا فاجاردو لادرون دي جيفارا (1865-1895)، وهو سليل عائلة نبيلة من شرق إسبانيا، واستقر الزوجان في مولا. سرعان ما شُخص فالكارسيل باضطراب نفسي، ونُقل في عام 1892 إلى مستشفى للأمراض النفسية، حيث توفي عام 1895. وُلدت الطفلة الوحيدة لدولوريس، كارولينا إما بعد وفاة فالكارسيل أو قبل وقت قصير من وفاته.
عادت دولوريس إلى ليون، مع والدها المتوفى بالفعل، وانضمت إلى والدتها في المدينة الأصلية، إذ استأنفت التعليم والتدريب لتصبح معلمة. أكملت المنهج الدراسي في ليون في عام 1899، وأصبحت معلمة عليا، كما يقال إنها أصبحت في عام 1903 معلمة نظامية في بورغوس، رغم أن لقبها قد أصبح موضع تساؤل فيما بعد.
اعتبرت نفسها «دكتورة في الفلسفة والآداب» رغم عدم التأكد من أنها تخرجت أو معرفة متى وأين تخرجت. تزوجت دولوريس في عام 1910 من محامٍ في مدريد وهو الكاتب الكاثوليكي فرانسيسكو بول. ومن ثم توفي العريس لاحقًا أو أنهما انفصلا، إذ حُصل على آخر المعلومات عن الزوجين من عام 1911، والتي وصفت حياة دولوريس الشخصية بشكل غامض بأنها «سلسلة طويلة من المصائب». وكانت آخر هذه المصائب وفاة كارولينا عام 1936، ومن ثم وفاة دولوريس بعد شهرين من وفاة ابنتها. كان لها 5 أحفاد، ولدوا ابتداء من عام 1918، ولم يبرز أي منهم في الساحة. كان أنسيلمو سالاميرو فالكارسيل أشهرهم، إذ عمل مبشرًا كاثوليكيًا وشغل مناصب تعليمية إدارية مختلفة، وأيضًا في أمريكا اللاتينية، بينما عمل خوسيه سالاميرو فالكارسيل في صحيفة إي بي سي الملكية في مدريد.

## نشاطها في التعليم والنسوية والكاثوليكية
برزت غورتازار في سياق منافسة المعارضة المعتادة بنجاح عام 1902، وبدأت التدريس في كلية حكومية غير معروفة في مدريد. طرحت في نفس العام فكرة إنشاء مدرسة للأطفال الفقراء والمعاقين في مدريد، وهو المفهوم الذي أعيد تشكيله في عام 1904 إلى حد ما إلى مدرسة حكومية عالية الجودة للفتيات من الطبقة المتوسطة، بنات «الأرامل، والخادمات، وعائلات العساكر، وأحيانًا النبلاء المديونون». اعتُبرت الملكة الأم ماريا كريستينا راعية نبيلة للمشروع. تبلور المشروع في عام 1905 ليصبح مركز ماريا كريستينا الوطني للتعليم وتولت غورتازار إدارته، وأشرفت على الأعمال التحضيرية، والتي أدت في عام 1906 إلى افتتاح مدرسة ماريا كريستينا والتي أُشير إليها في بعض المصادر بكلية ماريا كريستينا الملكية.
رُحب بالمؤسسة ومُولت على ما يبدو من قبل القطاع الخاص، وذُكرت بالصحافة كمدرسة من أحدث طراز، لكنها استضافت في البداية 19 فتاة فقط. كان منهاجها قياسيًا إلى حد ما، رغم المزاعم أنه أول من تضمن دروسًا في الطبخ. وعلى الرغم من بقاء غورتازار مديرة للمدرسة في عام 1907، إلا أنها غادرت المؤسسة في ظروف غامضة وعادت إلى ليون عام 1908. عُينت في نفس العام بروفيسورة مؤقتة لمدرسة عادية للمعلمين في مدينتها الأم، وانخرطت أيضًا في هيئة محكمين جامعة أوفييدو، والتي تشرف على أعضاء الكلية.
رُشحت في عام 1909 كبروفيسورة مؤقتة في مدرسة عادية للمعلمين في سوريا في إسبانيا، إلا أن مسيرتها المهنية كانت قصيرة نوعًا ما. وُجهت إليها تهمة إساءة استخدام السلطة وعُزلت في عام 1910، ولم تكن القضية واضحة تمامًا. زعمت غورتازار في خطابات خاصة أن مشاكلها نتجت عن تغيير الوزارة للمتطلبات الرسمية. يبدو أن هذه الحلقة أنهت مهنة غورتازار التدريسية، رغم الإبلاغ عنها لاحقًا بانخراطها في افتتاح مدارس للطبقة العاملة في كوفادونجا عام 1914، وفي مدريد عام 1918.
انخرطت غورتازار في العقد الثاني من القرن العشرين في عدد لا يحصى من المنظمات التي تميزت بطابعها النسائي والكاثوليكي والتعليمي والاجتماعي أحيانًا. كانت شريكة مؤسسة في عام 1910 لمؤسسة سان فرانسيسكو دي باولا، وترأست في منتصف العقد الأول من القرن العشرين منظمة العمل الاجتماعي النسوي الكاثوليكي والمعروفة أيضًا باسم العمل الاجتماعي الكاثوليكي للمرأة الإسبانية، وعملت في أواخر العقد الأول من القرن العشرين في منظمة المرأة الكاثوليكية، وقد نظمت حملة في أوائل عشرينيات القرن العشرين من أجل النظافة والاتزان، وشاركت في عام 1927 في إطلاق حملة صليبية لمحو الأمية، وظلت بصفتها رئيسة للمنظمة نشطةً حتى أوائل ثلاثينيات القرن العشرين، وشاركت في عام 1931 في تأسيس نادي النسويات، كما كانت رئيسة منظمة تطلعات المجتمع النسائي، وأصبحت في عام 1932 رئيسة لمجموعة نساء السلام الاجتماعية.
ساهمت في الصحافة النسائية، واستمرت في إلقاء محاضرات حول مواضيع ثقافية، وشاركت في أمسيات ثقافية مختلفة، وكانت عضوة في نقابة الكتاب والفنانين. اتخذت نشاطاتها شكلًا غير تقليدي إلى حد ما مع مرور الوقت، وأطلقت بين عامي 1931 و1933 حملة من أجل حق المرأة في التصويت.